# 巴拉尼夫卡 (伯沙德區)
48°23′56″N 29°23′38″E / 48.39889°N 29.39389°E
巴拉尼夫卡（烏克蘭語：Баланівка），是烏克蘭的村落，位於該國西南部文尼察州，由海辛區負責管轄，始建於1015年，面積73.6平方公里，海拔高度165米，2001年人口3,610，人口密度每平方公里49.05人。